# محمد جوى زين العادلين معظم شاه الثاني
بادوكا سري السلطان محمد جوى زين العادلين معظم شاه الثاني ابن السلطان أحمد تاج الدين حليم شاه الأول (1699 - 23 سبتمبر 1778) كان السلطان التاسع عشر لسلطنة قدح. حكم من 1710/1723 إلى 1778، يٌعرف بأنه مؤسس ألور ستار والعديد من المعالم الحالية في المدينة تُنسب إليه.

ذهب في رحلة إلى جمبي وفلمبان، حيث التقى بمعلم الدين العربي الشيخ عبد الجليل، ثم سافر معه إلى جاوة والهند، وعاد إلى البر الرئيسي من منفاه في لانكاوي، ثم تم تنصيبه رسميًا في مايو 1710. ونقل رأس ماله إلى ألور ستار في 20 ديسمبر 1735.
أسس ألور ستار في عام 1735 على يد السلطان، وأصبحت العاصمة الثامنة لسلطنة قدح منذ عام 1136. بعد تأسيس المدينة، قام السلطان ببناء قصره، أستانة كوتا ستار. وكان المبنى الأصلي عبارة عن هيكل خشبي تعرض للهدم عدة مرات بسبب هجمات البوغيس (1770) والسيامي (1821)، وانتهى من البناء الخرساني في عهد السلطان أحمد تاج الدين حليم شاه الثاني.
اشتهر هذا القصر أيضًا باسم قصر أستانا بيلامين عندما وسعت مساحة القصر لإضافة جناح وعدة غرف، عندما أراد السلطان عبد الحميد حليم شاه تزويج أمرائه وأميراته الخمسة. بعد عام 1941 استُخدم القصر كمدرسة ومكتب للعديد من المنظمات بما في ذلك مكتب فرع قدح لسيارات إسعاف سانت جون والحركات الكشفية. وفي 25 يوليو 1983 تحول القصر لمتحف قدح الملكي.
حققت سلطنة قدح أقصى مساحة لها خلال فترة حكمه من ترانغ في الشمال إلى كريان في الجنوب.